# 別天荒人
別天 荒人（べってん こうと、1973年6月25日 - ）は、日本の漫画家、イラストレーター。島根県出身。東京都国分寺市在住。男性。

## 略歴
1997年、漫画家デビュー（イラストレーターとしてはそれ以前から活動）。「源平伝NEO」以降は原作者を付けて掲載している。

## 作品リスト

### 漫画
- 源平伝NEO（あかほりさとる原作。1998年-2001年、月刊少年エース〈角川書店〉連載。角川コミックス・エース刊、全4巻）
  1. 1999年、ISBN 4047132780
  2. 1999年、ISBN 404713306X
  3. 2000年、ISBN 4047133582
  4. 2001年、ISBN 4047134295
- プリンス・スタンダード（1998年-2003年、コミックガム〈ワニブックス〉連載。ガムコミックス刊、全7巻）
  1. 1998年、ISBN 4-8470-3294-2
  2. 1999年、ISBN 4-8470-3325-6
  3. 2000年、ISBN 4-8470-3352-3
  4. 2001年、ISBN 4-8470-3407-4
  5. 2002年、ISBN 4-8470-3428-7
  6. 2002年、ISBN 4-8470-3420-1
  7. 2003年、ISBN 4-8470-3444-9

  - プリンス・スタンダード 新装版（月刊コミックブレイド〈マッグガーデン〉連載。全6巻）
    1. 2006年、ISBN 486127334X
    2. 2006年、ISBN 4861273358
    3. 2007年、ISBN 4861273463
    4. 2007年、ISBN 4861273471
    5. 2007年、ISBN 4861273595
    6. 2007年、ISBN 4861273609
- マルキュウ（コミックシード!〈ぺんぎん書房〉連載）絶版
  1. 2003年、ISBN 4901978144
  2. 2004年、ISBN 4901978438
- ガールフレンド（外薗昌也原作。週刊ヤングジャンプ〈集英社〉連載。ヤングジャンプコミックス刊、全5巻）
  1. 2004年、ISBN 4088766237
  2. 2005年、ISBN 4088767659
  3. 2005年、ISBN 4088768949
  4. 2006年、ISBN 4088771451
  5. 2007年、ISBN 4088772636
- ハルカゼBITTER☆BOP（コミックブレイドMASAMUNE〈マッグガーデン〉連載。全4巻）
  1. 2005年、ISBN 4861271290
  2. 2006年、ISBN 4861272564
  3. 2007年、ISBN 4861273617
  4. 2007年、ISBN 4861274451
- 明日泥棒（外薗昌也原作。週刊ヤングジャンプ→月刊ヤングジャンプ〈集英社〉連載。全4巻）
  1. 2008年、ISBN 4088774426
  2. 2008年、ISBN 4088775287
  3. 2009年、ISBN 4088775775
  4. 2009年、ISBN 4088776453
- トーキョー・ガールズ・デストラクション（WEBコミック Beat's〈マッグガーデン〉連載。全3巻）
  1. 2012年、ISBN 4861279437
  2. 2012年、ISBN 4800000149
  3. 2012年、ISBN 4800000645
- 怪盗ロワイヤル〜ロザルタの秘宝を追え!!〜（たなかかなこ原作、岡田道尚シナリオ協力、DeNA/ワカマツカオリ原案。週刊ヤングジャンプ連載〈集英社〉。単巻）
  1. 2011年、ISBN 4088792130
- ヴィジランテ-僕のヒーローアカデミア ILLEGALS-（堀越耕平「僕のヒーローアカデミア」原作、古橋秀之脚本。ジャンプGIGA→少年ジャンプ+連載〈集英社〉。全15巻）
  1. 「俺がいる」2017年4月9日発行（4月4日発売[集 1]）、ISBN 978-4-08-881093-5
  2. 「断罪」2017年9月9日発行（9月4日発売[集 2]）、ISBN 978-4-08-881249-6
  3. 「先輩」2018年2月7日発行（2月2日発売[集 3]）、ISBN 978-4-08-881335-6
  4. 「家族」2018年4月9日発行（4月4日発売[集 4]）、ISBN 978-4-08-881428-5
  5. 「浪花の街に出張やで！」2018年9月9日発行（9月4日発売[集 5]）、ISBN 978-4-08-881547-3
  6. 「合理的な男」2019年2月9日発行（2月4日発売[集 6]）、ISBN 978-4-08-881739-2
  7. 「タワーを守れ！」2019年8月7日発行（8月2日発売[集 7]）、ISBN 978-4-08-881839-9
  8. 「雨と雲」2019年12月9日発行（12月4日発売[集 8]）、ISBN 978-4-08-882090-3
  9. 「卒業と進路」2020年3月9日発行（3月4日発売[集 9]）、ISBN 978-4-08-882240-2
  10. 「女王光臨」2020年9月9日発行（9月4日発売[集 10]）、ISBN 978-4-08-882395-9
  11. 「仮面武闘会」2021年1月9日発行（1月4日発売[集 11]）、ISBN 978-4-08-882484-0
  12. 「マイトシグナル」2021年4月7日発行（4月2日発売[集 12]）、ISBN 978-4-08-882610-3
  13. 「無貌の侵略」2021年10月9日発行（10月4日発売[集 13]）、ISBN 978-4-08-882747-6
  14. 「深淵に棲むもの」2022年5月7日発行（5月2日発売[集 14]）、ISBN 978-4-08-882859-6
  15. 「それぞれの未来」2022年7月9日発行（7月4日発売[集 15]）、ISBN 978-4-08-883177-0

- スパイダーマン：オクトパスガール（「SPIDER-MAN」〈MARVEL〉原作、古橋秀之脚本。少年ジャンプ+連載〈集英社〉、既刊3巻）

### 読み切り漫画
- アナザースカイ（集英社、2011年、ISBN 408879219X）
  - 僕のキライな君のコト（月刊ヤングジャンプ掲載）
  - Cat People（甘露原作。漫革掲載）
  - ナツムシ（星井博文原作。漫革掲載）
  - Sweets or Die（月刊少年シリウス掲載）
  - お姫様ストライカー（月刊コミックブレイド掲載）
  - 竜日 -ryujitsu-（月刊ヤングジャンプ掲載）

### イラスト
- ガープス（著：山本弘・友野詳・グループSNE、表紙イラスト・挿絵、全3巻）
- ルナル・サーガ・リプレイ（著：友野詳・グループSNE、表紙イラスト・挿絵、全2巻）
- FIGHTER（著：吉田直、表紙イラスト・挿絵）
- 突撃お宝発掘部（著：麻生俊平、表紙イラスト・挿絵、全2巻）
- 源平伝NEO（著：あかほりさとる、表紙イラスト・挿絵、全3巻）
- 気球に乗って五週間（著：ジュール・ヴェルヌ、表紙イラスト、集英社文庫版期間限定）
- チャンセラー号の筏（著：ジュール・ヴェルヌ、表紙イラスト、集英社文庫版期間限定）
- イモムシランデブー（著：久麻當郎、表紙イラスト・挿絵）

### 画集
- Girl Friend（2006年、ISBN 4087821501）